# タイムマシーン (CHARAの曲)
「タイムマシーン」は、日本の歌手CHARAの15枚目のシングル。1997年7月21日にエピックレコードジャパンから発売された。

## 概要
前作「やさしい気持ち」から約3ヶ月ぶりのシングル。
表題曲の「タイムマシーン」はbloodthirsty butchersのフロントマンであった吉村秀樹とCHARAがボーカルを務めるYEN TOWN BANDのギタリストでもある名越由貴夫との共作。ミュージックビデオでは俳優の浅野忠信と共演している。
シングルは20万枚以上の売り上げを記録。
シングル「光と私」には「タイムマシーン (Acoustic Version)」を収録している。

## 収録曲
| 全作詞: Chara。 |                                                           |       |                             |                          |      |
| #               | タイトル                                                  | 作詞  | 作曲                        | 編曲                     | 時間 |
| 1.              | 「タイムマシーン」                                        | Chara | Chara、吉村秀樹、名越由貴夫 | ホッピー神山、名越由貴夫 | 6:11 |
| 2.              | 「私はかわいい人といわれたい (MURPHY'S JAZZ LOUNGE MIX)」 | Chara | Chara、大沢伸一             | 大沢伸一                 | 6:01 |

## 収録アルバム
- オリジナル『Junior Sweet』（1997年9月21日）
- ベスト『Caramel Milk 〜THE BEST OF CHARA〜』（2000年11月1日）
- ベスト『Sugar Hunter～THE BEST LOVE SONG OF CHARA』（2007年9月5日）
- セルフカバー『JEWEL』（2013年11月13日）
  - タイムマシーン (JEWEL ver.)
- リマスター再発盤『Junior Sweet -25th Anniversary Edition-』（2016年9月21日）
- オールタイム・ベスト『Naked & Sweet』（2016年11月16日）